# Pristimantis anotis
Pristimantis anotis är en groddjursart som först beskrevs av Walker och Test 1955.  Pristimantis anotis ingår i släktet Pristimantis och familjen Strabomantidae. IUCN kategoriserar arten globalt som otillräckligt studerad. Inga underarter finns listade i Catalogue of Life.